# Davao (vùng)
Vùng Davao hay còn gọi là Miền Nam Davao là một vùng của Philippines. Vùng được chỉ định là Vùng XI và nằm ở phần đông nam của hòn đảo Mindanao. Vùng Davao gồm có 5 tỉnh là Davao de Oro, Davao del Norte, Davao Oriental, Davao Occidental và Davao del Sur. Vùng bao quanh Vịnh Davao và trung tâm của Vùng là Thành phôa Davao. Davao là cách phát âm theo kiểu tiếng Tây Ban Nha của từ dabao-dabao, một từ tiếng Bagobo có nghĩa là "lửa".

## Hành chính
Vùng Davao gồm 5 tỉnh và Thành phố Davao
| Tỉnh/Thành phố   | Thủ phủ    | Dân số (2007) | Diện tích (km²) | Mật độ (trên km²) |
| ---------------- | ---------- | ------------- | --------------- | ----------------- |
| Davao de Oro     | Nabunturan | 637.366       | 4.479,77        | 124,3             |
| Davao del Norte  | Tagum      | 847.440       | 3.426,97        | 214,8             |
| Davao del Sur    | Digos      | 822.406       | 4.223,45        | 192,9             |
| Davao Oriental   | Mati       | 486.104       | 5.670,07        | 86,4              |
| Davao Occidental | Malita     | 272,570       | 2,163.45        | 140               |
|                  |            |               |                 |                   |
| Thành phố Davao  | —          | 1.363.337     | 2.443,61        | 469,4             |

### Thành phố hợp thành
- Digos, Davao del Sur
- Island Garden City of Samal, Davao del Norte
- Panabo, Davao del Norte
- Tagum, Davao del Norte
- Mati, Davao Oriental

### Thành phố đô thị hóa cao
- Thành phố Davao